# Gouvernement Zaev II
Pour les articles homonymes, voir Gouvernement Zaev.
République de Macédoine du Nord
Spasovski Kovačevski
Le gouvernement Zaev II (en macédonien : Втора влада на Заев) est le gouvernement de la république de Macédoine du Nord entre le 30 août 2020 et le 16 janvier 2022, sous la Xe législature de l'Assemblée.

## Historique du mandat
Il est dirigé par l'ancien président du gouvernement social-démocrate Zoran Zaev, titulaire du poste entre 2017 et janvier 2020. Il est constitué d'une coalition entre l'Union social-démocrate de Macédoine (SDSM), le Mouvement Besa (LB/DB) et l'Union démocratique pour l'intégration (BDI/DUI). Ensemble, ils disposent de 62 députés sur 120, soit 51,7 % des sièges de l'Assemblée.
Il est formé à la suite des élections législatives anticipées du 15 juillet 2020.
Il succède donc au gouvernement du social-démocrate Oliver Spasovski, constitué et soutenu par une alliance entre l'Organisation révolutionnaire macédonienne intérieure - Parti démocratique pour l'unité nationale macédonienne (VMRO-DPMNE), la SDSM et la BDI/DUI, et mis en place en janvier 2020 afin d'organiser les élections parlementaires.
Au cours du scrutin, la coalition « Nous pouvons » formée autour de l'Union sociale-démocrate et de Besa vire légèrement en tête avec 1,5 point d'avance sur la coalition « Renouveau » constituée autour de l'Organisation révolutionnaire intérieure.

### Formation
Le 13 août 2020, le président de la République Stevo Pendarovski charge Zoran Zaev de la mission de former le nouveau gouvernement, ce dernier se donnant un délai de 20 jours pour y parvenir. Il s'entend cinq jours plus tard avec l'Union démocratique pour l'intégration afin de constituer une coalition, leur pacte prévoyant que 100 jours avant les prochaines élections législatives, Zaev cèdera le pouvoir à un Albanais, ce qui constituera une première dans l'histoire macédonienne ; la BDI/DUI renonce ainsi à sa promesse de faire accéder un représentant de cette ethnie à la direction de l'exécutif directement après le scrutin de juillet 2020.
À l'issue de deux jours de débat parlementaire, l'Assemblée accorde sa confiance au gouvernement par 62 voix pour et 51 contre. L'équipe ministérielle inclut un total de 19 ministres, dont quatre vice-présidents du gouvernement

## Composition
- Par rapport au gouvernement Spasovski, les nouveaux ministres sont indiqués en gras et ceux ayant changé d'attributions le sont en italique.

| Portefeuille | Nom | Nom | Nom                | Parti   |
| --- | --- | --- | ------------------ | ------- |
| Président du gouvernement                                                                                                   |     |     | Zoran Zaev         | SDSM    |
| Premier vice-président du gouvernement Ministre du Système politique et des Relations intercommunautaires                   |     |     | Artan Grubi        | BDI/DUI |
| Vice-président du gouvernement Délégué à la Lutte contre la corruption, au Développement durable et aux Ressources humaines |     |     | Ljupčo Nikolovski  | SDSM    |
| Vice-président du gouvernement Délégué aux Affaires économiques                                                             |     |     | Fatmir Bitiḱi      | SDSM    |
| Vice-président du gouvernement Délégué aux Affaires européennes                                                             |     |     | Nikola Dimitrov    | SDSM    |
| Ministre de la Défense |     |     | Radmila Šekerinska | SDSM    |
| Ministre de l'Intérieur |     |     | Oliver Spasovski   | SDSM    |
| Ministre de la Justice |     |     | Bojan Maričiḱ      | SDSM    |
| Ministre des Affaires étrangères                                                                                            |     |     | Bujar Osmani       | BDI/DUI |
| Ministre des Finances |     |     | Fatmir Besimi      | BDI/DUI |
| Ministre de l'Économie |     |     | Krešnik Bekteši    | BDI/DUI |
| Ministre de l'Agriculture, des Forêts et des Eaux                                                                           |     |     | Arianit Hoxha      | LB/DB   |
| Ministre de la Santé |     |     | Venko Filipče      | SDSM    |
| Ministre de l'Éducation et de la Science                                                                                    |     |     | Mila Tsarovska     | SDSM    |
| Ministre du Travail et de la Politique sociale                                                                              |     |     | Jagoda Šahpaska    | SDSM    |
| Ministre des Collectivités locales                                                                                          |     |     | Goran Milevski     | LDP     |
| Ministre de la Culture |     |     | Irena Stefoska     | SDSM    |
| Ministre de la Société de l'information et de l'Administration                                                              |     |     | Jeton Shaqiri      | BDI/DUI |
| Ministre des Transports et des Communications                                                                               |     |     | Blagoj Bočvarski   | SDSM    |
| Ministre de l'Environnement et de l'Aménagement du territoire                                                               |     |     | Naser Nuredini     | BDI/DUI |